# Elecciones legislativas de Argentina de 1973
Las elecciones legislativas de Argentina de 1973 se realizaron el 11 de marzo, para elegir la totalidad de la Cámara de Diputados y el Senado. Fue la primera elección a diputados desde 1965 y la primera elección directa de senadores desde 1954. Estas elecciones formaban parte de la salida electoral del periodo de la dictadura autodenominada Revolución Argentina (1966-1973), que había disuelto el Congreso, y se caracterizaron además por el levantamiento de la proscripción al peronismo.
Según el Estatuto Fundamental Temporario de 1972 de la dictadura autodenominada Revolución Argentina, se establecieron reformas que regularon el desarrollo de estas elecciones. Los diputados serían electos por cuatro años y no habría renovación parcial en dos años. Cada provincia pasaba de tener dos senadores a tener tres, que en lugar de ser electos por las legislaturas provinciales, serían elegidos en forma directa, con un sistema de segunda vuelta si ninguna candidatura obtenía la mayoría absoluta. El partido más votado tendría dos bancas y el segundo partido más votado tendría la tercera banca. El mandato de los senadores se reducía de nueve a cuatro años, sin renovación parcial.
En catorce distritos la pareja de senadores nacionales debió resolverse en segunda vuelta el 15 de abril de 1973: Capital Federal, Chubut, Córdoba, Corrientes, Entre Ríos, Formosa, La Pampa, Mendoza, Misiones, Río Negro, San Juan, San Luis, Santa Fe y Santiago del Estero.
Diecisiete mujeres resultaron elegidas diputadas, equivalente al 7,4 % de la cámara, de las cuales 15 pertenecían al FREJULI; como senadoras resultaron elegidas dos mujeres, equivalente al 4 %.

## Cargos a elegir
| Provincia           | Diputados | Senadores |
| ------------------- | --------- | --------- |
| Buenos Aires        | 68        | 3         |
| Capital Federal     | 25        | 3         |
| Catamarca           | 4         | 3         |
| Chaco               | 7         | 3         |
| Chubut              | 4         | 3         |
| Córdoba             | 18        | 3         |
| Corrientes          | 7         | 3         |
| Entre Ríos          | 9         | 3         |
| Formosa             | 5         | 3         |
| Jujuy               | 5         | 3         |
| La Pampa            | 4         | 3         |
| La Rioja            | 4         | 3         |
| Mendoza             | 10        | 3         |
| Misiones            | 6         | 3         |
| Neuquén             | 4         | 3         |
| Río Negro           | 5         | 3         |
| Salta               | 7         | 3         |
| San Juan            | 6         | 3         |
| San Luis            | 4         | 3         |
| Santa Cruz          | 4         | 3         |
| Santa Fe            | 19        | 3         |
| Santiago del Estero | 7         | 3         |
| Tierra del Fuego    | 2         | —         |
| Tucumán             | 9         | 3         |
| Total               | 243       | 69        |

## Presidentes y vicepresidentes de la Cámara
| 03.05.1973 | Raúl Alberto Lastiri    | Frejuli – PJ  | Presidente             |
| ---------- | ----------------------- | ------------- | ---------------------- |
|            | Salvador F. Busacca     | Frejuli – PPC | Primer vicepresidente  |
|            | Isidro J. Odena         | Frejuli – MID | Segundo vicepresidente |
| 26.04.1974 | Raúl Alberto Lastiri    | Frejuli – PJ  | Presidente             |
|            | Salvador F. Busacca     | Frejuli – PPC | Primer vicepresidente  |
|            | Antonio Pereira         | Frejuli – MID | Segundo vicepresidente |
| 25.04.1975 | Nicasio Sánchez Toranzo | Frejuli – PJ  | Presidente             |
|            | Salvador F. Busacca     | Frejuli – PPC | Primer vicepresidente  |
|            | Antonio Pereira         | Frejuli – MID | Segundo vicepresidente |

## Resultados

### Cámara de Diputados
| Partido                                  | Partido                                     | Partido                                  | Votos      | %      | Bancas  |
| ---------------------------------------- | ------------------------------------------- | ---------------------------------------- | ---------- | ------ | ------- |
|                                          |                                             | Frente Justicialista de Liberación       | 4.589.247  | 38,63  | 102/243 |
|                                          | Movimiento de Integración y Desarrollo      | 670.183                                  | 5,64       | 15/243 |         |
|                                          | Partido Justicialista                       | 574.905                                  | 4,84       | 28/243 |         |
|                                          | Cruzada Renovadora                          | 27.706                                   | 0,23       | 1/243  |         |
|                                          | Frente Único del Pueblo                     | 18.113                                   | 0,15       |        |         |
|                                          | Partido Popular Cristiano                   | 4.093                                    | 0,03       |        |         |
|                                          | 17 de Octubre                               | 7.050                                    | 0,06       |        |         |
|                                          | Tres Banderas                               | 23                                       | 0,00       |        |         |
| Total Frente Justicialista de Liberación | Total Frente Justicialista de Liberación    | Total Frente Justicialista de Liberación | 5.891.320  | 49,60  | 146/243 |
|                                          | Unión Cívica Radical                        | Unión Cívica Radical                     | 2.427.130  | 20,43  | 51/243  |
|                                          |                                             | Alianza Popular Federalista              | 701.908    | 5,91   | 11/243  |
|                                          | Confederación Popular Federalista           | 180.164                                  | 1,52       | 3/243  |         |
|                                          | Partido Demócrata Progresista               | 144.078                                  | 1,21       |        |         |
|                                          | Unión Popular                               | 97.981                                   | 0,82       |        |         |
|                                          | Partido Renovador Federal                   | 96.971                                   | 0,82       |        |         |
|                                          | Partido Federalista                         | 85.398                                   | 0,72       |        |         |
|                                          | Vanguardia Federal                          | 70.706                                   | 0,60       | 2/243  |         |
|                                          | Movimiento Popular Jujeño                   | 32.376                                   | 0,27       | 1/243  |         |
|                                          | Movimiento Federalista Pampeano             | 32.186                                   | 0,27       | 2/243  |         |
|                                          | Movimiento Popular Catamarqueño             | 16.561                                   | 0,14       | 1/243  |         |
|                                          | Alianza Popular Federalista - Unión Popular | 16.213                                   | 0,14       |        |         |
|                                          | Defensa Provincial-Bandera Blanca           | 12.219                                   | 0,10       |        |         |
|                                          | Movimiento Federal                          | 11.625                                   | 0,10       |        |         |
|                                          | Unión Provincial                            | 11.432                                   | 0,10       |        |         |
|                                          | Partido Demócrata Liberal                   | 8.421                                    | 0,07       |        |         |
|                                          | Partido Demócrata Federal                   | 4.675                                    | 0,04       |        |         |
|                                          | Partido Popular Democrático                 | 2.679                                    | 0,02       |        |         |
|                                          | Acción Renovadora                           | 2.664                                    | 0,02       |        |         |
| Total Alianza Popular Federalista        | Total Alianza Popular Federalista           | Total Alianza Popular Federalista        | 1.528.257  | 12,87  | 20/243  |
|                                          |                                             | Alianza Popular Revolucionaria           | 796.625    | 6,71   | 12/243  |
|                                          | Partido Revolucionario Cristiano            | 25.359                                   | 0,21       |        |         |
|                                          | Partido Intransigente                       | 4.603                                    | 0,04       |        |         |
| Total Alianza Popular Revolucionaria     | Total Alianza Popular Revolucionaria        | Total Alianza Popular Revolucionaria     | 826.587    | 6,96   | 12/243  |
|                                          |                                             | Partido Demócrata                        | 133.598    | 1,12   | 2/243   |
|                                          | Alianza Republicana Federal                 | 44.437                                   | 0,37       |        |         |
|                                          | Pacto Autonomista - Liberal                 | 93.958                                   | 0,79       | 3/243  |         |
|                                          | Partido Bloquista                           | 70.801                                   | 0,60       | 3/243  |         |
|                                          | Partido Provincial Rionegrino               | 19.555                                   | 0,16       | 1/243  |         |
|                                          | Movimiento Popular Provincial               | 14.410                                   | 0,12       | 1/243  |         |
|                                          | Partido Federalista Popular                 | 12.231                                   | 0,10       |        |         |
|                                          | Cruzada Cívica Combatiente                  | 8.055                                    | 0,07       |        |         |
|                                          | Partido Blanco de los Trabajadores          | 3.296                                    | 0,03       |        |         |
|                                          | Partido Demócrata Conservador               | 857                                      | 0,01       |        |         |
| Total Alianza Republicana Federal        | Total Alianza Republicana Federal           | Total Alianza Republicana Federal        | 401.198    | 3,38   | 10/243  |
|                                          |                                             | Nueva Fuerza                             | 318.919    | 2,68   |         |
|                                          | Partido Republicano                         | 4.210                                    | 0,04       |        |         |
| Total Nueva Fuerza                       | Total Nueva Fuerza                          | Total Nueva Fuerza                       | 323.129    | 2,72   |         |
|                                          | Partido Socialista Democrático              | Partido Socialista Democrático           | 209.599    | 1,76   |         |
|                                          | Partido Socialista de los Trabajadores      | Partido Socialista de los Trabajadores   | 103.481    | 0,87   |         |
|                                          | Frente de Izquierda Popular                 | Frente de Izquierda Popular              | 54.885     | 0,46   |         |
|                                          | Movimiento Popular Salteño                  | Movimiento Popular Salteño               | 30.891     | 0,26   | 1/243   |
|                                          | Movimiento Popular Neuquino                 | Movimiento Popular Neuquino              | 28.898     | 0,24   | 2/243   |
|                                          | Partido Laborista                           | Partido Laborista                        | 13.611     | 0,11   |         |
|                                          | Partido Acción Chubutense                   | Partido Acción Chubutense                | 11.976     | 0,10   | 1/243   |
|                                          | Movimiento Popular Unido                    | Movimiento Popular Unido                 | 6.782      | 0,06   |         |
|                                          | Partido Socialista                          | Partido Socialista                       | 4.711      | 0,04   |         |
|                                          | Movimiento Popular Tucumano                 | Movimiento Popular Tucumano              | 4.413      | 0,04   |         |
|                                          | Partido Socialista Popular                  | Partido Socialista Popular               | 4.016      | 0,03   |         |
|                                          | Unión Republicana                           | Unión Republicana                        | 3.177      | 0,03   |         |
|                                          | Frente de Liberación                        | Frente de Liberación                     | 2.368      | 0,02   |         |
|                                          | Defensores del Trabajo                      | Defensores del Trabajo                   | 1.344      | 0,01   |         |
|                                          | Movimiento Nacionalista                     | Movimiento Nacionalista                  | 753        | 0,01   |         |
|                                          | Unión Popular Fueguina                      | Unión Popular Fueguina                   | 163        | 0,00   |         |
|                                          |                                             |                                          |            |        |         |
| Votos positivos                          | Votos positivos                             | Votos positivos                          | 11.878.689 | 97,07  |         |
| Votos en blanco                          | Votos en blanco                             | Votos en blanco                          | 311.382    | 2,54   |         |
| Votos anulados                           | Votos anulados                              | Votos anulados                           | 46.748     | 0,38   |         |
| Total de votos                           | Total de votos                              | Total de votos                           | 12.236.819 | 100    |         |
| Votantes registrados/participación       | Votantes registrados/participación          | Votantes registrados/participación       | 14.293.548 | 85,61  |         |
| Fuente:                                  |                                             |                                          |            |        |         |

### Senado
| Partido                                  | Partido                                      | Partido                                      | 1ª vuelta  | 1ª vuelta | 1ª vuelta | 2ª vuelta | 2ª vuelta | 2ª vuelta | Bancas totales |
| Partido                                  | Partido                                      | Partido                                      | Votos      | %         | Bancas    | Votos     | %         | Bancas    | Bancas totales |
| ---------------------------------------- | -------------------------------------------- | -------------------------------------------- | ---------- | --------- | --------- | --------- | --------- | --------- | -------------- |
|                                          |                                              | Frente Justicialista de Liberación (FREJULI) |            |           | 9/27      |           |           | 17/42     | 26/69          |
|                                          | Movimiento de Integración y Desarrollo (MID) |                                              |            |           |           |           | 3/42      | 3/69      |                |
|                                          | Partido Justicialista (PJ)                   |                                              |            | 8/27      |           |           | 8/42      | 16/69     |                |
|                                          | Cruzada Renovadora                           |                                              |            |           |           |           |           |           |                |
|                                          | Frente Único del Pueblo                      |                                              |            |           |           |           |           |           |                |
|                                          | Partido Popular Cristiano                    |                                              |            |           |           |           |           |           |                |
|                                          | 17 de Octubre                                |                                              |            |           |           |           |           |           |                |
|                                          | Tres Banderas                                |                                              |            |           |           |           |           |           |                |
| Total Frente Justicialista de Liberación | Total Frente Justicialista de Liberación     | Total Frente Justicialista de Liberación     |            |           | 17/27     |           |           | 28/42     | 45/69          |
|                                          | Unión Cívica Radical (UCR)                   | Unión Cívica Radical (UCR)                   |            |           | 4/27      |           |           | 8/42      | 12/69          |
|                                          |                                              | Alianza Popular Federalista (APF)            |            |           |           |           |           | 1/42      | 1/69           |
|                                          | Confederación Popular Federalista            |                                              |            |           |           |           |           |           |                |
|                                          | Partido Demócrata Progresista (PDP)          |                                              |            |           |           |           |           |           |                |
|                                          | Partido Federalista                          |                                              |            |           |           |           |           |           |                |
|                                          | Vanguardia Federal                           |                                              |            | 1/27      |           |           |           | 1/69      |                |
|                                          | Movimiento Federalista Pampeano (MOFEPA)     |                                              |            |           |           |           | 1/42      | 1/69      |                |
|                                          | Movimiento Popular Jujeño (MPJ)              |                                              |            | 1/27      |           |           |           | 1/69      |                |
|                                          | Unión Popular (UP)                           |                                              |            |           |           |           |           |           |                |
|                                          | Movimiento Popular Catamarqueño              |                                              |            | 1/27      |           |           |           | 1/69      |                |
|                                          | Alianza Popular Federalista - Unión Popular  |                                              |            |           |           |           |           |           |                |
|                                          | Movimiento Federal                           |                                              |            |           |           |           |           |           |                |
|                                          | Defensa Provincial-Bandera Blanca            |                                              |            |           |           |           |           |           |                |
|                                          | Unión Provincial                             |                                              |            |           |           |           |           |           |                |
|                                          | Partido Demócrata Liberal                    |                                              |            |           |           |           |           |           |                |
|                                          | Partido Demócrata Federal                    |                                              |            |           |           |           |           |           |                |
|                                          | Partido Popular Democrático                  |                                              |            |           |           |           |           |           |                |
|                                          | Acción Renovadora                            |                                              |            |           |           |           |           |           |                |
| Total Alianza Popular Federalista        | Total Alianza Popular Federalista            | Total Alianza Popular Federalista            |            |           | 3/27      |           |           | 2/42      | 5/69           |
|                                          |                                              | Alianza Popular Revolucionaria               |            |           |           |           |           |           |                |
|                                          | Partido Revolucionario Cristiano             |                                              |            |           |           |           |           |           |                |
|                                          | Partido Intransigente                        |                                              |            |           |           |           |           |           |                |
| Total Alianza Popular Revolucionaria     |                                              |                                              |            |           |           |           |           |           |                |
|                                          |                                              | Partido Demócrata (PD)                       |            |           |           |           |           | 1/42      | 1/69           |
|                                          | Pacto Autonomista - Liberal                  |                                              |            |           |           |           | 1/42      | 1/69      |                |
|                                          | Partido Bloquista                            |                                              |            |           |           |           | 1/42      | 1/69      |                |
|                                          | Alianza Republicana Federal (ARF)            |                                              |            |           |           |           |           |           |                |
|                                          | Partido Provincial Rionegrino (PPR)          |                                              |            |           |           |           |           |           |                |
|                                          | Movimiento Popular Provincial                |                                              |            |           |           |           | 1/42      | 1/69      |                |
|                                          | Partido Federalista Popular                  |                                              |            |           |           |           |           |           |                |
|                                          | Cruzada Cívica Combatiente                   |                                              |            |           |           |           |           |           |                |
|                                          | Partido Blanco de los Trabajadores           |                                              |            |           |           |           |           |           |                |
|                                          | Partido Demócrata Conservador                |                                              |            |           |           |           |           |           |                |
| Total Alianza Republicana Federal        | Total Alianza Republicana Federal            | Total Alianza Republicana Federal            |            |           |           |           |           | 4/42      | 4/69           |
|                                          |                                              | Nueva Fuerza                                 |            |           |           |           |           |           |                |
|                                          | Partido Republicano                          |                                              |            |           |           |           |           |           |                |
| Total Nueva Fuerza                       |                                              |                                              |            |           |           |           |           |           |                |
|                                          | Partido Socialista Democrático               |                                              |            |           |           |           |           |           |                |
|                                          | Partido Socialista de los Trabajadores       |                                              |            |           |           |           |           |           |                |
|                                          | Frente de Izquierda Popular                  |                                              |            |           |           |           |           |           |                |
|                                          | Movimiento Popular Salteño (MPS)             | Movimiento Popular Salteño (MPS)             |            |           | 1/27      |           |           |           | 1/69           |
|                                          | Movimiento Popular Neuquino (MPN)            | Movimiento Popular Neuquino (MPN)            |            |           | 2/27      |           |           |           | 2/69           |
|                                          | Partido Acción Chubutense (PACh)             |                                              |            |           |           |           |           |           |                |
|                                          | Partido Laborista                            |                                              |            |           |           |           |           |           |                |
|                                          | Movimiento Popular Unido                     |                                              |            |           |           |           |           |           |                |
|                                          | Partido Socialista                           |                                              |            |           |           |           |           |           |                |
|                                          | Partido Socialista Popular                   |                                              |            |           |           |           |           |           |                |
|                                          | Movimiento Popular Tucumano                  |                                              |            |           |           |           |           |           |                |
|                                          | Unión Republicana                            |                                              |            |           |           |           |           |           |                |
|                                          | Frente de Liberación                         |                                              |            |           |           |           |           |           |                |
|                                          | Defensores del Trabajo                       |                                              |            |           |           |           |           |           |                |
|                                          | Movimiento Nacionalista                      |                                              |            |           |           |           |           |           |                |
|                                          |                                              |                                              |            |           |           |           |           |           |                |
| Votos positivos                          |                                              |                                              |            |           |           |           |           |           |                |
| Votos en blanco                          |                                              |                                              |            |           |           |           |           |           |                |
| Votos anulados                           |                                              |                                              |            |           |           |           |           |           |                |
| Total de votos                           | Total de votos                               | Total de votos                               |            | 100       |           |           | 100       |           |                |
| Votantes registrados/participación       | Votantes registrados/participación           | Votantes registrados/participación           | 14.288.850 |           |           | 7.518.636 |           |           |                |
| Fuente:                                  |                                              |                                              |            |           |           |           |           |           |                |

## Resultados por provincia

### Cámara de Diputados
|  | 52,22 % |

|  | 19,56 % |

|  | 9,94 % |

|  | 7,55 % |

|  | 4,11 % |

|  | 2,20 % |

|  | 2,13 % |

|  | 1,05 % |

|  | 0,81 % |

|  | 0,43 % |

|  | 97,76 % |

|  | 1,94 % |

|  | 0,30 % |

|  | 87,78 % |

|  | 100 % |

|  | 35,94 % |

|  | 20,60 % |

|  | 13,49 % |

|  | 6,09 % |

|  | 5,42 % |

|  | 5,18 % |

|  | 5,08 % |

|  | 4,02 % |

|  | 2,02 % |

|  | 0,68 % |

|  | 0,54 % |

|  | 0,50 % |

|  | 0,45 % |

|  | 97,89 % |

|  | 1,52 % |

|  | 0,59 % |

|  | 88,56 % |

|  | 100 % |

|  | 52,65 % |

|  | 19,91 % |

|  | 18,22 % |

|  | 2,85 % |

|  | 2,20 % |

|  | 1,74 % |

|  | 1,31 % |

|  | 0,69 % |

|  | 0,42 % |

|  | 95,47 % |

|  | 4,39 % |

|  | 0,14 % |

|  | 81,97 % |

|  | 100 % |

|  | 58,39 % |

|  | 28,78 % |

|  | 7,15 % |

|  | 2,08 % |

|  | 1,59 % |

|  | 1,40 % |

|  | 0,61 % |

|  | 95,32 % |

|  | 4,39 % |

|  | 0,29 % |

|  | 70,82 % |

|  | 100 % |

|  | 32,96 % |

|  | 18,88 % |

|  | 18,44 % |

|  | 11,52 % |

|  | 10,55 % |

|  | 3,20 % |

|  | 1,27 % |

|  | 1,19 % |

|  | 0,89 % |

|  | 0,63 % |

|  | 0,47 % |

|  | 88,41 % |

|  | 10,57 % |

|  | 1,02 % |

|  | 78,30 % |

|  | 100 % |

|  | 45,18 % |

|  | 38,40 % |

|  | 7,53 % |

|  | 2,95 % |

|  | 2,37 % |

|  | 1,60 % |

|  | 0,76 % |

|  | 0,67 % |

|  | 0,53 % |

|  | 95,64 % |

|  | 4,09 % |

|  | 0,27 % |

|  | 88,24 % |

|  | 100 % |

|  | 38,42 % |

|  | 34,64 % |

|  | 12,58 % |

|  | 7,78 % |

|  | 3,78 % |

|  | 2,43 % |

|  | 0,36 % |

|  | 98,26 % |

|  | 1,53 % |

|  | 0,21 % |

|  | 76,90 % |

|  | 100 % |

|  | 44,55 % |

|  | 28,34 % |

|  | 13,46 % |

|  | 6,85 % |

|  | 3,41 % |

|  | 2,48 % |

|  | 0,55 % |

|  | 0,37 % |

|  | 98,29 % |

|  | 1,35 % |

|  | 0,36 % |

|  | 83,90 % |

|  | 100 % |

|  | 46,00 % |

|  | 25,37 % |

|  | 23,26 % |

|  | 1,91 % |

|  | 1,34 % |

|  | 1,19 % |

|  | 0,70 % |

|  | 0,24 % |

|  | 95,32 % |

|  | 4,57 % |

|  | 0,11 % |

|  | 79,09 % |

|  | 100 % |

|  | 56,10 % |

|  | 27,40 % |

|  | 5,97 % |

|  | 4,61 % |

|  | 3,56 % |

|  | 1,05 % |

|  | 0,90 % |

|  | 0,37 % |

|  | 0,02 % |

|  | 0,02 % |

|  | 96,82 % |

|  | 2,76 % |

|  | 0,42 % |

|  | 81,36 % |

|  | 100 % |

|  | 46,33 % |

|  | 34,18 % |

|  | 13,65 % |

|  | 2,35 % |

|  | 1,67 % |

|  | 1,16 % |

|  | 0,66 % |

|  | 93,57 % |

|  | 6,21 % |

|  | 0,22 % |

|  | 89,35 % |

|  | 100 % |

|  | 57,04 % |

|  | 28,65 % |

|  | 4,73 % |

|  | 4,43 % |

|  | 2,64 % |

|  | 1,23 % |

|  | 0,87 % |

|  | 0,41 % |

|  | 99,21 % |

|  | 0,50 % |

|  | 0,30 % |

|  | 81,06 % |

|  | 100 % |

|  | 49,48 % |

|  | 20,81 % |

|  | 16,98 % |

|  | 7,66 % |

|  | 2,84 % |

|  | 1,85 % |

|  | 0,37 % |

|  | 97,43 % |

|  | 1,97 % |

|  | 0,60 % |

|  | 86,73 % |

|  | 100 % |

|  | 46,54 % |

|  | 32,79 % |

|  | 5,88 % |

|  | 4,19 % |

|  | 2,53 % |

|  | 2,39 % |

|  | 1,97 % |

|  | 1,21 % |

|  | 1,10 % |

|  | 0,77 % |

|  | 0,63 % |

|  | 76,07 % |

|  | 23,48 % |

|  | 0,44 % |

|  | 75,62 % |

|  | 100 % |

|  | 50,64 % |

|  | 35,82 % |

|  | 9,48 % |

|  | 2,79 % |

|  | 0,73 % |

|  | 0,39 % |

|  | 0,14 % |

|  | 88,50 % |

|  | 9,50 % |

|  | 2,00 % |

|  | 82,79 % |

|  | 100 % |

|  | 46,28 % |

|  | 21,04 % |

|  | 19,84 % |

|  | 4,47 % |

|  | 3,23 % |

|  | 2,36 % |

|  | 1,29 % |

|  | 0,95 % |

|  | 0,55 % |

|  | 93,01 % |

|  | 6,32 % |

|  | 0,67 % |

|  | 81,31 % |

|  | 100 % |

|  | 57,41 % |

|  | 14,62 % |

|  | 13,29 % |

|  | 5,50 % |

|  | 5,41 % |

|  | 1,69 % |

|  | 1,03 % |

|  | 0,72 % |

|  | 0,33 % |

|  | 97,58 % |

|  | 1,82 % |

|  | 0,60 % |

|  | 77,33 % |

|  | 100 % |

|  | 34,98 % |

|  | 33,75 % |

|  | 13,69 % |

|  | 9,12 % |

|  | 5,12 % |

|  | 1,49 % |

|  | 1,32 % |

|  | 0,53 % |

|  | 98,97 % |

|  | 0,78 % |

|  | 0,24 % |

|  | 86,41 % |

|  | 100 % |

|  | 40,57 % |

|  | 14,51 % |

|  | 12,28 % |

|  | 10,74 % |

|  | 8,48 % |

|  | 7,35 % |

|  | 3,03 % |

|  | 2,63 % |

|  | 0,40 % |

|  | 97,14 % |

|  | 2,37 % |

|  | 0,49 % |

|  | 85,86 % |

|  | 100 % |

|  | 50,53 % |

|  | 34,77 % |

|  | 6,69 % |

|  | 3,11 % |

|  | 2,42 % |

|  | 1,97 % |

|  | 0,51 % |

|  | 94,58 % |

|  | 5,15 % |

|  | 0,26 % |

|  | 71,37 % |

|  | 100 % |

|  | 37,30 % |

|  | 28,70 % |

|  | 15,25 % |

|  | 13,08 % |

|  | 2,54 % |

|  | 0,98 % |

|  | 0,62 % |

|  | 0,56 % |

|  | 0,50 % |

|  | 0,47 % |

|  | 97,61 % |

|  | 2,02 % |

|  | 0,37 % |

|  | 88,79 % |

|  | 100 % |

|  | 34,94 % |

|  | 33,86 % |

|  | 14,82 % |

|  | 7,47 % |

|  | 3,69 % |

|  | 3,03 % |

|  | 0,86 % |

|  | 0,68 % |

|  | 0,65 % |

|  | 99,12 % |

|  | 0,59 % |

|  | 0,29 % |

|  | 69,03 % |

|  | 100 % |

|  | 51,85 % |

|  | 19,21 % |

|  | 9,69 % |

|  | 9,69 % |

|  | 4,11 % |

|  | 3,32 % |

|  | 1,27 % |

|  | 1,20 % |

|  | 1,01 % |

|  | 0,90 % |

|  | 0,89 % |

|  | 0,53 % |

|  | 0,53 % |

|  | 0,37 % |

|  | 0,20 % |

|  | 97,43 % |

|  | 2,23 % |

|  | 0,34 % |

|  | 78,04 % |

|  | 100 % |

|  | 37,83 % |

|  | 37,40 % |

|  | 12,81 % |

|  | 6,23 % |

|  | 5,74 % |

|  | 89,40 % |

|  | 9,66 % |

|  | 0,94 % |

|  | 67,69 % |

|  | 100 % |

1. ↑  Renunció el 6 de febrero de 1974, lo reemplaza Roberto Oscar Saavedra.
2. ↑  Renunció el 24 de enero de 1974, lo reemplaza Miguel Zavala Rodríguez. Miguel Zavala Rodríguez renunció el 18 de septiembre de 1974, lo reemplaza Irma Lucía Vitale de Garces.
3. ↑  Falleció el 15 de junio de 1973, lo reemplaza Amelia López de Gallo.
4. ↑  Falleció el 24 de mayo de 1975, lo reemplaza Ethel Susana Díaz (PCP).
5. ↑  Renunció el 6 de febrero de 1974, lo reemplaza Leonardo Bettanín. Leonardo Bettanín renunció el 18 de septiembre de 1974, lo reemplaza Ergasto Nereo Martuena.
6. ↑  Renunció el 6 de febrero de 1974, lo reemplaza Rodolfo Ortega Peña. Rodolfo Ortega Peña fue asesinado el 31 de julio de 1974, lo reemplaza Bernardo H. Montenegro.
7. ↑  Renunció el 6 de agosto de 1974, lo reemplaza María E. Puente de Bonetto.
8. ↑  Renunció el 6 de febrero de 1974, lo reemplaza José Oviedo.
9. ↑  Falleció el 28 de noviembre de 1973, lo reemplaza Cándido Alfredo Loncharich Franich.
10. ↑  Falleció el 30 de mayo de 1975, lo reemplaza Gerardo Abel Balbastro.
11. ↑  Renunció el 6 de febrero de 1974, lo reemplaza Hilario Barreto.
12. ↑  Falleció el 23 de marzo de 1974, lo reemplaza Matilde Vedia de Gil.
13. ↑  Asesinado el 3 de noviembre de 1975, lo reemplaza Marcos Emilio Zapata.
14. ↑  Renunció el 6 de febrero de 1974, lo reemplaza Juan Jaime Cateula.
15. ↑  Asesinado el 14 de febrero de 1975, lo reemplaza Rubén Ricardo Contesti.

### Senado
|  | 52,33 % |

|  | 19,68 % |

|  | 10,16 % |

|  | 8,32 % |

|  | 4,27 % |

|  | 1,69 % |

|  | 1,49 % |

|  | 0,85 % |

|  | 0,81 % |

|  | 0,39 % |

|  | 98,17 % |

|  | 1,53 % |

|  | 0,30 % |

|  | 87,78 % |

|  | 100 % |

|  | 21,54 % |

|  | 54,15 % |

|  | 36,11 % |

|  | 45,85 % |

|  | 13,66 % |

|  | 9,98 % |

|  | 5,37 % |

|  | 5,25 % |

|  | 4,30 % |

|  | 1,73 % |

|  | 0,69 % |

|  | 0,59 % |

|  | 0,44 % |

|  | 0,34 % |

|  | 97,92 % |

|  | 98,02 % |

|  | 1,53 % |

|  | 1,70 % |

|  | 0,55 % |

|  | 0,28 % |

|  | 88,50 % |

|  | 85,32 % |

|  | 100 % |

|  | 100 % |

|  | 52,74 % |

|  | 21,94 % |

|  | 16,67 % |

|  | 2,69 % |

|  | 2,06 % |

|  | 1,52 % |

|  | 1,25 % |

|  | 0,72 % |

|  | 0,41 % |

|  | 96,01 % |

|  | 3,84 % |

|  | 0,14 % |

|  | 81,97 % |

|  | 100 % |

|  | 58,40 % |

|  | 28,74 % |

|  | 7,15 % |

|  | 2,10 % |

|  | 1,60 % |

|  | 1,40 % |

|  | 0,61 % |

|  | 95,40 % |

|  | 4,31 % |

|  | 0,29 % |

|  | 70,82 % |

|  | 100 % |

|  | 33,04 % |

|  | 70,85 % |

|  | 19,20 % |

|  | 29,15 % |

|  | 18,21 % |

|  | 11,57 % |

|  | 10,69 % |

|  | 3,30 % |

|  | 1,33 % |

|  | 1,26 % |

|  | 0,90 % |

|  | 0,46 % |

|  | 0,05 % |

|  | 88,55 % |

|  | 75,95 % |

|  | 10,40 % |

|  | 23,69 % |

|  | 1,06 % |

|  | 0,35 % |

|  | 78,30 % |

|  | 75,12 % |

|  | 100 % |

|  | 100 % |

|  | 45,23 % |

|  | 53,91 % |

|  | 38,39 % |

|  | 46,09 % |

|  | 7,57 % |

|  | 2,99 % |

|  | 2,29 % |

|  | 1,61 % |

|  | 0,74 % |

|  | 0,66 % |

|  | 0,52 % |

|  | 96,03 % |

|  | 98,65 % |

|  | 3,70 % |

|  | 1,15 % |

|  | 0,27 % |

|  | 0,19 % |

|  | 88,24 % |

|  | 84,43 % |

|  | 100 % |

|  | 100 % |

|  | 38,42 % |

|  | 60,97 % |

|  | 34,64 % |

|  | 39,03 % |

|  | 12,50 % |

|  | 7,88 % |

|  | 3,76 % |

|  | 2,43 % |

|  | 0,37 % |

|  | 98,12 % |

|  | 97,96 % |

|  | 1,64 % |

|  | 1,49 % |

|  | 0,24 % |

|  | 0,54 % |

|  | 76,90 % |

|  | 71,69 % |

|  | 100 % |

|  | 100 % |

|  | 45,02 % |

|  | 65,19 % |

|  | 29,15 % |

|  | 34,81 % |

|  | 10,88 % |

|  | 6,64 % |

|  | 4,41 % |

|  | 2,98 % |

|  | 0,55 % |

|  | 0,37 % |

|  | 97,77 % |

|  | 97,44 % |

|  | 1,87 % |

|  | 2,18 % |

|  | 0,36 % |

|  | 0,39 % |

|  | 83,90 % |

|  | 79,34 % |

|  | 100 % |

|  | 100 % |

|  | 46,26 % |

|  | 71,57 % |

|  | 25,45 % |

|  | 28,43 % |

|  | 22,87 % |

|  | 1,89 % |

|  | 1,36 % |

|  | 1,20 % |

|  | 0,74 % |

|  | 0,23 % |

|  | 98,01 % |

|  | 98,91 % |

|  | 1,88 % |

|  | 0,92 % |

|  | 0,11 % |

|  | 0,18 % |

|  | 77,08 % |

|  | 72,07 % |

|  | 100 % |

|  | 100 % |

|  | 56,33 % |

|  | 26,91 % |

|  | 5,97 % |

|  | 4,92 % |

|  | 3,39 % |

|  | 1,11 % |

|  | 0,95 % |

|  | 0,39 % |

|  | 0,02 % |

|  | 0,01 % |

|  | 97,05 % |

|  | 2,53 % |

|  | 0,42 % |

|  | 81,36 % |

|  | 100 % |

|  | 58,45 % |

|  | 41,55 % |

|  | 0 % |

|  | 0 % |

|  | 0 % |

|  | 0 % |

|  | 0 % |

|  | 0 % |

|  | 0 % |

|  | 0 % |

|  | 100 % |

|  | 100 % |

|  | 57,15 % |

|  | 28,52 % |

|  | 4,61 % |

|  | 4,12 % |

|  | 2,77 % |

|  | 1,54 % |

|  | 0,90 % |

|  | 0,38 % |

|  | 0 % |

|  | 0 % |

|  | 0 % |

|  | 0 % |

|  | 100 % |

|  | 49,31 % |

|  | 72,43 % |

|  | 21,24 % |

|  | 27,57 % |

|  | 16,60 % |

|  | 8,06 % |

|  | 2,65 % |

|  | 1,78 % |

|  | 0,36 % |

|  | 97,82 % |

|  | 97,83 % |

|  | 1,59 % |

|  | 1,53 % |

|  | 0,60 % |

|  | 0,64 % |

|  | 86,73 % |

|  | 87,01 % |

|  | 100 % |

|  | 100 % |

|  | 46,54 % |

|  | 59,96 % |

|  | 31,91 % |

|  | 40,04 % |

|  | 5,89 % |

|  | 4,57 % |

|  | 2,70 % |

|  | 2,51 % |

|  | 2,08 % |

|  | 1,18 % |

|  | 1,12 % |

|  | 0,87 % |

|  | 0,63 % |

|  | 76,73 % |

|  | 98,80 % |

|  | 22,83 % |

|  | 0,84 % |

|  | 0,44 % |

|  | 0,36 % |

|  | 75,62 % |

|  | 71,39 % |

|  | 100 % |

|  | 100 % |

|  | 50,73 % |

|  | 35,72 % |

|  | 9,35 % |

|  | 2,87 % |

|  | 0,77 % |

|  | 0,40 % |

|  | 0,16 % |

|  | 88,87 % |

|  | 9,12 % |

|  | 2,01 % |

|  | 82,79 % |

|  | 100 % |

|  | 46,23 % |

|  | 66,72 % |

|  | 21,11 % |

|  | 33,28 % |

|  | 19,59 % |

|  | 4,55 % |

|  | 3,30 % |

|  | 2,41 % |

|  | 1,29 % |

|  | 0,96 % |

|  | 0,56 % |

|  | 93,55 % |

|  | 96,87 % |

|  | 5,76 % |

|  | 2,36 % |

|  | 0,69 % |

|  | 0,77 % |

|  | 81,31 % |

|  | 71,32 % |

|  | 100 % |

|  | 100 % |

|  | 57,21 % |

|  | 14,66 % |

|  | 13,23 % |

|  | 5,63 % |

|  | 5,50 % |

|  | 1,67 % |

|  | 1,03 % |

|  | 0,75 % |

|  | 0,32 % |

|  | 98,00 % |

|  | 1,40 % |

|  | 0,60 % |

|  | 77,33 % |

|  | 100 % |

|  | 34,37 % |

|  | 53,66 % |

|  | 33,86 % |

|  | 46,34 % |

|  | 13,04 % |

|  | 9,93 % |

|  | 5,01 % |

|  | 1,69 % |

|  | 1,56 % |

|  | 0,55 % |

|  | 99,20 % |

|  | 98,83 % |

|  | 0,55 % |

|  | 0,86 % |

|  | 0,25 % |

|  | 0,31 % |

|  | 86,41 % |

|  | 85,94 % |

|  | 100 % |

|  | 100 % |

|  | 41,31 % |

|  | 68,28 % |

|  | 13,38 % |

|  | 31,72 % |

|  | 12,32 % |

|  | 10,49 % |

|  | 9,19 % |

|  | 7,30 % |

|  | 2,85 % |

|  | 2,76 % |

|  | 0,41 % |

|  | 96,03 % |

|  | 96,21 % |

|  | 3,48 % |

|  | 3,27 % |

|  | 0,49 % |

|  | 0,52 % |

|  | 85,86 % |

|  | 80,63 % |

|  | 100 % |

|  | 100 % |

|  | 50,40 % |

|  | 34,75 % |

|  | 6,94 % |

|  | 2,98 % |

|  | 2,41 % |

|  | 2,01 % |

|  | 0,50 % |

|  | 95,10 % |

|  | 4,63 % |

|  | 0,27 % |

|  | 71,37 % |

|  | 100 % |

|  | 37,40 % |

|  | 63,30 % |

|  | 28,84 % |

|  | 36,70 % |

|  | 15,30 % |

|  | 13,10 % |

|  | 2,57 % |

|  | 0,98 % |

|  | 0,55 % |

|  | 0,49 % |

|  | 0,47 % |

|  | 0,30 % |

|  | 97,34 % |

|  | 98,13 % |

|  | 2,29 % |

|  | 1,63 % |

|  | 0,37 % |

|  | 0,24 % |

|  | 88,79 % |

|  | 86,07 % |

|  | 100 % |

|  | 100 % |

|  | 34,02 % |

|  | 54,89 % |

|  | 32,93 % |

|  | 45,11 % |

|  | 14,54 % |

|  | 7,34 % |

|  | 3,66 % |

|  | 2,91 % |

|  | 2,46 % |

|  | 0,83 % |

|  | 0,66 % |

|  | 0,64 % |

|  | 99,13 % |

|  | 98,21 % |

|  | 0,59 % |

|  | 1,32 % |

|  | 0,28 % |

|  | 0,47 % |

|  | 70,79 % |

|  | 57,45 % |

|  | 100 % |

|  | 100 % |

|  | 52,98 % |

|  | 18,98 % |

|  | 9,58 % |

|  | 4,90 % |

|  | 3,91 % |

|  | 3,20 % |

|  | 1,18 % |

|  | 0,97 % |

|  | 0,92 % |

|  | 0,89 % |

|  | 0,85 % |

|  | 0,56 % |

|  | 0,52 % |

|  | 0,36 % |

|  | 0,20 % |

|  | 96,85 % |

|  | 2,81 % |

|  | 0,34 % |

|  | 78,04 % |

|  | 100 % |

1. ↑  Falleció el 25 de noviembre de 1973, lo reemplaza Luis F. Culasso Mattei el 6 de diciembre de 1973.